# Erich Klausener jun.

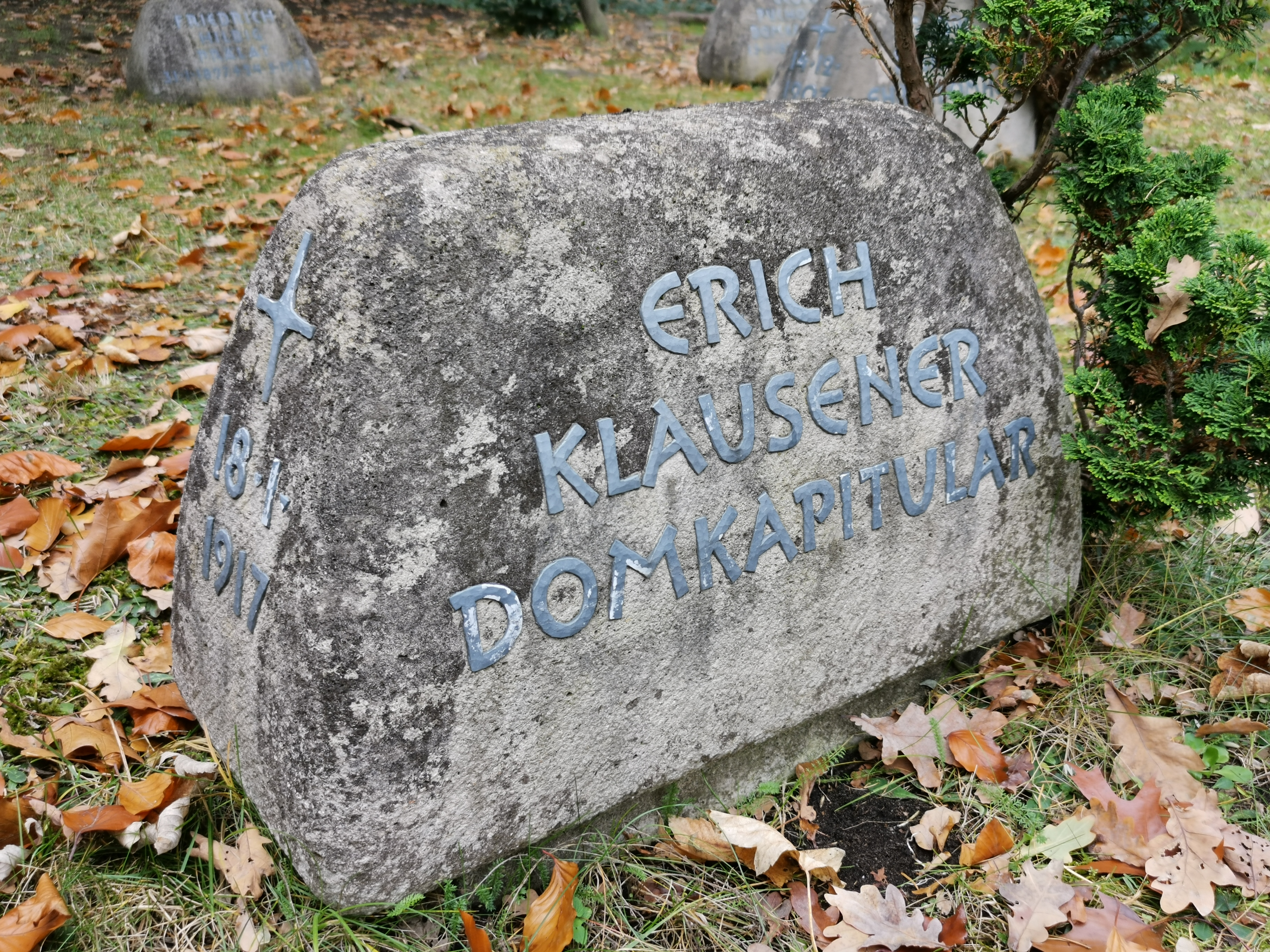
Grab auf dem St. Hedwig Friedhof III in Berlin-Reinickendorf, Feld B 3

Erich Klausener jun. (* 18. Januar 1917 in Berlin; † 14. Oktober 1988 ebenda) war ein deutscher katholischer Geistlicher.

## Leben
Erich Klausener jun. war der Sohn des 1934 von den Nationalsozialisten während des sogenannten Röhm-Putsches ermordeten Ministerialbeamten und engagierten Katholiken Erich Klausener und dessen Gattin Hedwig Klausener, geb. Kny.
Nach dem Theologiestudium an der PTH Sankt Georgen in Frankfurt am Main, was er 1936 begonnen hatte, und in Fulda wurde er 1946 katholischer Priester (Diözese Berlin). Während des Zweiten Weltkriegs war er an der Front und kam in Kriegsgefangenschaft.
1947 wurde er Kaplan in Herz-Jesu-Kirche (Berlin-Tegel). Drei Jahre später wechselte er an die St. Elisabeth nach Berlin-Schöneberg, ab 1956 als Pfarrer und ab 1961 Päpstlicher Geheimkämmerer.
Von 1953 bis 1965 und erneut von 1978 bis 1983 war er Redaktionsleiter der Bistumszeitung Petrusblatt. Ab 1962 war er Ordinariatsrat und ab 1967 Domkapitular, v. a. zuständig für Erwachsenenbildung.
Seit 1964 war er Leiter der Bildungs- und Öffentlichkeitsarbeit im Referat Seelsorge. Von 1965 bis 1967 war er kommissarischer Leiter der Katholischen Akademie Berlin und anschließend bis 1978 Leiter des Referats Seelsorge. Zusätzlich war er Päpstlicher Ehrenprälat und residierender Domkapitular. Von 1970 bis 1983 war er Geschäftsführer des Morus-Verlag und wurde Protonotar a.i.p. Bis 1984 war er Leiter des Dezernats Erwachsenenbildung und kulturelle Fragen und dann Leiter der Abteilung Diözesane Bildungsangebote und Leiter der Referate Fides und Männerarbeit.
Klausener war auch Mitglied des Rundfunkrates des SFB und Fernsehbeauftragter des katholischen Kirche in Westberlin.

## Schriften (Auswahl)
- Wie spreche ich heute vom Unrecht in der Welt und von Gottes Barmherzigkeit?. Berlin 1974, ISBN 3-87554-126-X.
- Wie spreche ich heute über Maria und die Herkunft Jesu?. Berlin 1976, ISBN 3-87554-151-0.
- Wie spreche ich heute über die Kirche Christi, ihre Schwäche und ihre Kraft?. Berlin 1976, ISBN 3-87554-150-2.
- Die Räuber, ein Henker und ein Apostel. Bilder und Erwägungen. Berlin 1977, ISBN 3-87065-114-8.